# Мадышева, Таисия Петровна
Таисия Петровна Мадышева (6 апреля 1945, Харьков — 22 января 2024) — советская и украинская певица (лирико-колоратурное сопрано) и педагог, кандидат искусствоведения (1994), профессор (2003). Лауреат Республиканского конкурса камерных исполнителей «Золотая осень» (Киев, 1979, вторая премия).

## Биография
Таисия Мадышева родилась 6 апреля 1945 года в городе Харьков. После окончания Харьковского государственного университета в 1968 году поступила в Харьковский государственный институт искусств, который окончила в 1973 году. С тех пор работала солисткой Харьковской областной филармонии. Одновременно со сценическими выступлениями занималась преподавательской деятельностью. В 1985-1986 учебном году работала преподавательницей вокала Харьковского музыкального училища. В 1986 году перешла в свою альма-матер — Харьковский государственный институт искусств. В 1992 году заняла должность доцента, а в 2001 году – профессора кафедры сольного пения этого же заведения высшего образования.

## Творчество
В репертуаре — камерные произведения украинских (Александра Билаша, Анатолия Кос-Анатольского, Кирилла Стеценко) и зарубежных (Иоганна Себастьяна Баха, Вольфганга Амадея Моцарта, Франца Шуберта, Джорджа Гершвина, Густава Малера). Певица гастролировала в Украине, России, Молдове, Узбекистане, Германии и других странах Европы. Таисия Мадышева неоднократно входила в жюри ряда международных конкурсов в Литве, Финляндии, Португалии и Италии.
Среди учеников Таисии Мадышевой – лауреаты и дипломанты международных конкурсов Наталья Водопьянова, Елена Гусарева, Екатерина Король, Ольга Мельник, Надежда Поликарпова.

## Научные труды
- Влияние фонетики языка на становление немецкой вокальной школы // Ф. Мендельсон-Бартольды и традиции музыкального профессионализма: Сб. науч. ст. Харьков, 1995;
- Интонационно-фонетический аспект вокального исполнительства//Проблемы взаимодействия искусства, педагогики и теории и практики образования: Сборник научных статей. Харьков, 2002. Вып. 9;
- Вокальное исполнительство как диалог культур//Проблемы взаимодействия искусства, педагогики и теории и практики образования: Сборник научных статей. Харьков, 2002. Вып. 24.

## Награды
Вторая премия Республиканского конкурса камерных исполнителей «Золотая осень» (Киев, 1979).

## Семья
Муж: Генденштейн, Лев Элевич (р. 1946) — физик, кандидат физико-математических наук.